# 麥納小公魚
麥納小公魚（学名：Anchoviella manamensis）為輻鰭魚綱鲱形目鳀科的其中一種，分布於南美洲委內瑞拉、蘇利南、蓋亞那的淡水流域，本魚體細長，吻約1/2眼徑，上頷極短，其前端鈍圓，臀鰭短，體側有一銀色條紋，臀鰭軟條15-18條，體長可達2.5公分，喜群游，棲息在溪流，以浮游生物為食。

## 擴展閱讀
維基物種上的相關：麥納小公魚